# Forelius
Forelius is een geslacht van vliesvleugelige insecten van de familie Mieren (Formicidae).

## Soorten
- F. albiventris Forel, 1912
- F. andinus Kusnezov, 1957
- F. bahianus Cuezzo, 2000
- F. brasiliensis (Forel, 1908)
- F. breviscapus Forel, 1914
- F. chalybaeus Emery, 1906
- F. damiani Guerrero & Fernández, 2008
- F. grandis Forel, 1912
- F. keiferi Wheeler, W.M., 1934
- F. lilloi Cuezzo, 2000
- F. macrops Kusnezov, 1957
- F. maranhaoensis Cuezzo, 2000
- F. mccooki (McCook, 1879)
- F. nigriventris Forel, 1912
- F. pruinosus (Roger, 1863)
- F. pusillus Santschi, 1922
- F. rubriceps Gallardo, 1916
- F. rufus Gallardo, 1916